# Betriebsregelwerk EVU
Das Betriebsregelwerk EVU (kurz: BRW) ist ein Rahmenregelwerk des Verbands Deutscher Verkehrsunternehmen (VDV) für Eisenbahnverkehrsunternehmen. Es schafft einen rechtlichen Rahmen für Mitarbeiter und Planer im Bahnbetrieb und stellt damit eine wichtige Grundlage dar, einen sicheren Eisenbahnbetrieb zu gewährleisten.

## Geschichte und Entwicklung
Bis vor dem erlassenen Rechtsakt auf Grundlage der EU-Interoperabilitätsrichtlinie war das Regelwerk für den Eisenbahnbetrieb für das Gesamtsystem Eisenbahn beschrieben. Folglich betrafen viele Module sowohl Mitarbeiter des Eisenbahninfrastrukturunternehmens als auch Mitarbeiter des Eisenbahnverkehrsunternehmens gleichermaßen. Die Technischen Spezifikationen für die Interoperabilität, Verkehrsbetrieb und Verkehrssteuerung (TSI OPE) schreiben nach dem erlassenen Rechtsakt eine klare Trennung des betrieblichen Regelwerks in die Verantwortungsbereiche der Eisenbahninfrastrukturunternehmen und Eisenbahnverkehrsunternehmen vor. Durch diese Maßnahme soll die Selbstständigkeit und damit auch Eigenverantwortung der Eisenbahnverkehrsunternehmen gestärkt werden. Diese Trennung gilt jedoch nur für das Fahren der Züge. Da die Interaktion zwischen den Mitarbeitern des Eisenbahninfrastruktur- als auch Eisenbahnverkehrsunternehmens besonders intensiv ist, wurden die Regeln für das Rangieren belassen. Aufgrund der Vielzahl an Eisenbahnverkehrsunternehmen in Deutschland hat der Verband Deutscher Verkehrsunternehmen für die Branche ein Betriebsregelwerk für EVU entwickelt, damit nicht jedes Eisenbahnverkehrsunternehmen selbst die Regeln aus der Modulgruppe 408.21-27 „Züge fahren“ der Fahrdienstvorschrift in eigene Regeln überführen und ihrem Personal bekanntgeben muss.

## Aufbau
Im Betriebsregelwerk EVU sind sowohl Unternehmensregeln als auch Mitarbeiterregeln inkludiert. Das Regelwerk ist in zehn sogenannte Modulfamilien gegliedert. Das Eisenbahnverkehrsunternehmen ist verantwortlich für die Zusammenstellung der Zusammenstellung.
| Modul-Nr. | Modulfamilie                                                   |
| --------- | -------------------------------------------------------------- |
| 0         | Hinweise zum Betriebsregelwerk EVU                             |
| 1         | Allgemeine Regelungen                                          |
| 2         | Regelungen zur Einsatzfähigkeit des Personals                  |
| 3         | Regelungen zum Planen und Überwachen des Betriebs              |
| 4         | Regelungen zum Vorbereiten von Zügen und Rangierfahrten        |
| 5         | Regelungen zum Durchführen des Betriebes                       |
| 6         | Regelungen zum Bedienen von Fahrzeugen                         |
| 7         | Regelungen zur Infrastruktur                                   |
| 8         | Regelungen zum Notfall- und Störungsmanagement                 |
| 9         | Formularsammlung                                               |
| Rangieren | Modulgruppe 408.48 (Regelungen zum Durchführen des Rangierens) |

Unternehmensregeln fließen nicht in die Regelbücher der Mitarbeiter ein. Sie dienen lediglich als Unterstützung für eigene, unternehmensspezifische Regelungen. Anhand dieser Unternehmensregeln erstellt das EVU eigene Regeln für Mitarbeiter und sortiert sie zusätzlich zu den Mitarbeiterseiten des Betriebsregelwerks EVU in die Regelbücher ein. Die vom EVU aufgestellten werden im Sprachgebrauch der Branche auch „gelbe Seiten“ genannt.

## Anwendung
Das Betriebsregelwerk EVU findet bei den meisten Eisenbahnverkehrsunternehmen Anwendung und steht jedem dieser zur Verfügung, welches eine entsprechende Lizenz dafür erworben hat. Das Betriebsregelwerk wird ständig fortgeschrieben. Aktualisierungen treten immer zu einem Fahrplanwechsel in Kraft. Der Zeitplan von Aktualisierungen ist auf die Bedürfnisse der EVU abgestimmt. Alternativ darf jedes Eisenbahnverkehrsunternehmen ein eigenes, vergleichbares Regelwerk zu erstellen.

## Betrieb nach FV-NE
Insofern ein Eisenbahnverkehrsunternehmen lediglich Strecken, die nach der Fahrdienstvorschrift nichtbundeseigener Eisenbahnen (FV-NE) betrieben werden, darf auf die Anwendung eines Betriebsregelwerks verzichtet werden. Befährt das Eisenbahnverkehrsunternehmen sowohl Strecken nach Fahrdienstvorschrift (FV) als auch FV-NE, werden die Regeln für FV-NE in das Regelbuch aufgenommen und gekennzeichnet, welche Module des Betriebsregelwerks auch im Geltungsbereich der FV-NE Gültigkeit haben.